# Nicola Boem
Nicola Boem (* 27. September 1989 in San Donà di Piave) ist ein ehemaliger italienischer Radrennfahrer.

## Karriere
Nicola Boem gewann 2006 in der Juniorenklasse die Trofeo Buffoni. Im nächsten Jahr wurde er bei der italienischen Meisterschaft Zweiter im Einzelzeitfahren der Junioren hinter dem Sieger Alfredo Balloni. Nachdem er 2010 eine Etappe beim Giro della Valle d’Aosta und 2011 das Eintagesrennen Giro del Belvedere gewonnen hatte, fuhr er zum Saisonende 2012 als Stagiaire beim Professional Continental Team Colnago-CSF Inox und erhielt im Folgejahr dort einen regulären Vertrag. Für diese Mannschaft gewann er 2014 eine Etappe der Dänemark-Rundfahrt. Sein bis größter Karriereerfolg gelang ihm 2015 mit dem Sieg auf der 10. Etappe des Giro d’Italia, den er sich im Sprint einer Ausreißergruppe sichern konnte.
Als das Team Bardiani CSF zur Saison 2018 das Budget kürzen musste, war für Boem kein Platz mehr im Team. Obwohl er noch einen Vertrag für 2018 hatte, wurde dieser auf Betreiben des Teams im Sinne einer einvernehmlichen Lösung für die Pressemitteilung zum Ende der Saison 2017 aufgelöst. Nachdem Boem kein für ihn zufriedenstellendes Angebot von einem anderen Team erhalten hatte, beendete er seine Radsportkarriere.

## Erfolge
2010
- eine Etappe Giro della Valle d’Aosta

2011
- Giro del Belvedere

2014
- eine Etappe Post Danmark Rundt

2015
- eine Etappe Giro d’Italia

2017
- Sprintwertung Dubai Tour